# Joseph Robert Kaiser
Pour les articles homonymes, voir Kaiser.
« Jokaï » redirige ici.  Pour l'écrivain hongrois, voir Mór Jókai.
Joseph Robert Kaiser, dit Jokaï (Delémont, 1920 - Delémont, 2009), est un sculpteur et professeur Suisse.

## Biographie
Originaire de Laufon (Canton de Bâle-Campagne), Joseph Robert Kaiser naît à Delémont, aujourd’hui dans le Canton du Jura, le 9 mai 1920.
Il est l'aîné de trois enfants, son père est le sculpteur Joseph Constantin Kaiser. Il effectue la scolarité obligatoire à Delémont puis suit un apprentissage de tailleur de pierre à Bâle, métier qu’il pratique ensuite à Delémont. Parallèlement à son apprentissage à l'Allgemeine Gewerbeschule de Bâle, il suit des cours de peinture chez Armand Schwartz à Delémont. Il obtient une Bourse fédérale (1945) qui lui permet de s’établir à Paris pour y étudier les Beaux-Arts et les Arts décoratifs. Il y fait la connaissance d'Alberto Giacometti avec lequel il travaille comme élève et praticien lors de son temps libre.
Durant les années 1950 - 1970, il s’installe à Delémont où il crée sa propre marbrerie, il accomplit aussi une grande quantité de travaux pour différents organismes cantonaux ou régionaux.
Durant cette période, il réalise plusieurs œuvres figuratives très inspirées par Alberto Giacometti, et dont il présentera les plus beaux modèles dans différentes expositions internationales dont le "Salon d'automne" à Paris ou les "Petits formats" à Mulhouse.
De 1970 à 1985, il enseigne le dessin et les travaux manuels dans différentes écoles secondaires de la ville de Bienne. Il est aussi maître à l'école normale dans les mêmes disciplines. Il est encore formateur pour les cours suisses des enseignants.
Joseph Robert Kaiser meurt le 13 février 2009 à Delémont.

## Œuvres
- Rénovation de la fontaine de la Vierge (sur mandat de la Société de développement et d'embellissement de Delémont, 1939-1942) en collaboration avec son père Joseph Constantin Kaiser.
- Réalisation du buste de Virgile Rossel à Tramelan avec son père Joseph Constantin Kaiser (1939).
- Réalisation d'un bas-relief représentant le 5e arrondissement du Canton de Berne entre Courrendlin et Choindez (1962).
- Réalisation d'un bas-relief commémorant l'éboulement dans les gorges de Court.
- Réalisation d'un bas-relief commémoratif à Montmelon-Dessus (1964).
- Réalisation d'un bas-relief commémoratif à Develier.
- Réalisation du faucon et de la fontaine du Collège de Courrendlin (1963).
- Rénovation de la fontaine de la Samaritaine à Porrentruy (1965).
- Réalisation de la Fileuse pour l'entreprise Flasa à Alle (1984).

Œuvres
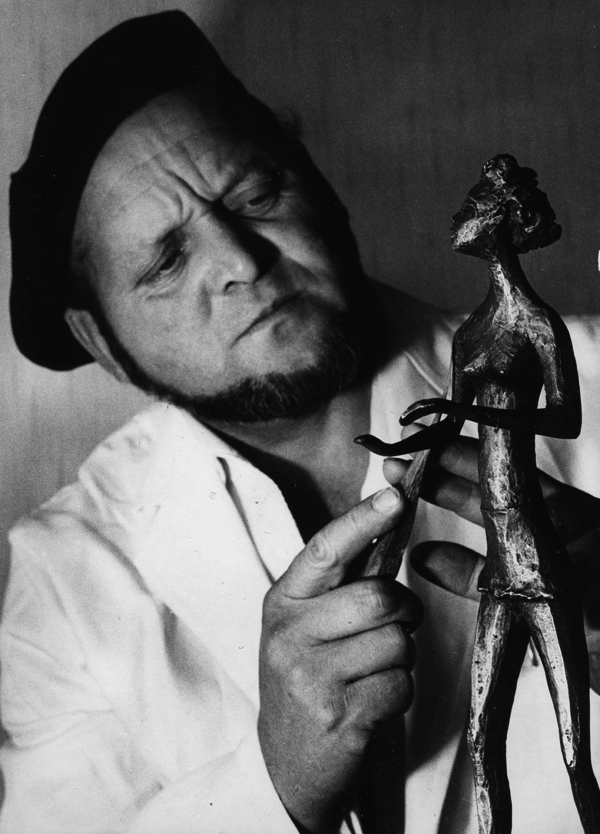
Jokaï et une de ses sculpture.
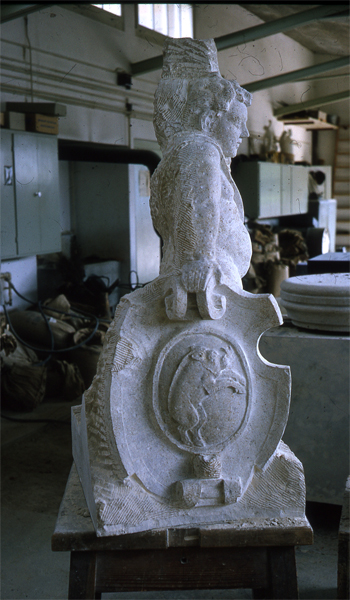
La fontaine de la Samaritaine lors de la taille en atelier.
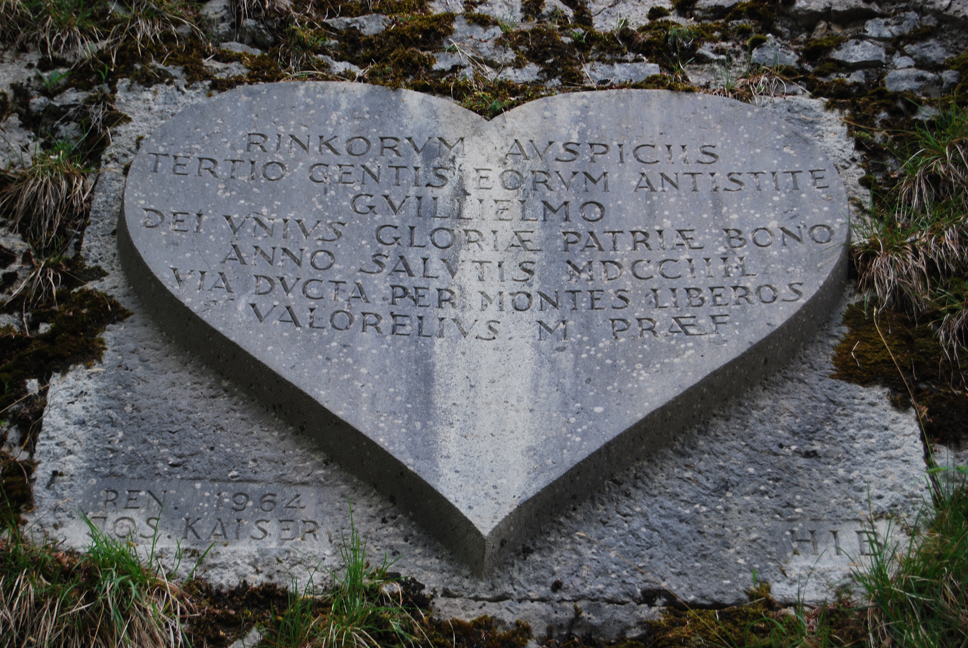
Bas-relief commémoratif de Mont-Melon-Dessus.

## Principales expositions
- 4e Exposition des peintres et sculpteurs jurassiens, Delémont, 1961
- Exposition des "Tout-Petits" à la Maison d'Art Alsacienne, Mulhouse, 1962
- 5e Exposition de la société des peintres et sculpteurs jurassiens, Porrentruy, 1963
- Exposition des "Tout-Petits" à la Galerie Gangloff, Mulhouse, 1963
- Exposition des "Tout-Petits" à la Galerie Gangloff, Mulhouse, 1964
- Salon d'automne, Grand-Palais, Paris, 1965
- Exposition "Petit format", Bienne, 1966
- Salon d'automne, Grand-Palais, Paris, 1967
- 2e Festival "Art et Culture", Belfort, 1968
- 5e "Exposition Internationale de peintures et sculptures" au Musée de Picardie, Amiens, 1969
- Salon d'automne, Grand-Palais, Paris, 1969
- Exposition "L'enseignant Artiste", Palais Eynard, Genève 1974
- 3e "Salon International de la Sculpture", Delle, 1994